# Ferrari F2003-GA
El Ferrari F2003-GA fue un monoplaza de Scuderia Ferrari Marlboro que disputó parte de la temporada 2003 de Fórmula 1. Fue conducido por Michael Schumacher y Rubens Barrichello. Remplazó al Ferrari F2002 a partir del Gran Premio de España, disputando un total de doce carreras y ganando siete. Schumacher obtuvo el título y Barrichello terminó 4° el campeonato.
Las siglas GA hacen referencia a Gianni Agnelli, empresario italiano que había fallecido en enero de ese año.

## Resultados

### Fórmula 1
(Clave) (negrita indica pole position) (cursiva indica vuelta rápida)

| Año     | Motor       | Neu. | N.º | Pilotos            | 1   | 2   | 3   | 4   | 5   | 6   | 7   | 8   | 9   | 10  | 11  | 12  | 13  | 14  | 15  | 16  | Puntos | Pos. |
| ------- | ----------- | ---- | --- | ------------------ | --- | --- | --- | --- | --- | --- | --- | --- | --- | --- | --- | --- | --- | --- | --- | --- | ------ | ---- |
| 2003    | 052 3.0 V10 | B    |     |                    | AUS | MAL | BRA | SMR | ESP | AUT | MON | CAN | EUR | FRA | GBR | GER | HUN | ITA | USA | JPN | 158*   | 1.º  |
| 2003    | 052 3.0 V10 | B    | 1   | Michael Schumacher |     |     |     |     | 1   | 1   | 3   | 1   | 5   | 3   | 4   | 7   | 8   | 1   | 1   | 8   | 158*   | 1.º  |
| 2003    | 052 3.0 V10 | B    | 2   | Rubens Barrichello |     |     |     |     | 3   | 3   | 8   | 5   | 3   | 7   | 1   | Ret | Ret | 3   | Ret | 1   | 158*   | 1.º  |
| Fuente: |             |      |     |                    |     |     |     |     |     |     |     |     |     |     |     |     |     |     |     |     |        |      |

- * Incluye puntos obtenidos por el Ferrari F2002.